# Kawasaki GPZ 550
Kawasaki GPZ 550 je motocykl, vyvinutý firmou Kawasaki, vyráběný v letech 1978–1990.
První verze, vyráběná v letech 1978–1991, a označovaná jako KZ 550D1, měla hranaté tvary jako další Kawasaki té doby. Motor byl částečně černý a částečně zlacený, řadový, vzduchem chlazený osmiventilový čtyřválec měl výkon 59 koní při 9000 otáčkách za minutu.
Druhá verze, označovaná jako KZ 550H1, KZ 550H2 a KZ 550H2A, konkurovala sportovním čtyřválcům Honda CBX 550F a Suzuki GSX 550 EF.
Třetí verze, ZX550A vyráběná do roku 1990, měla zaoblenější tvary.

## Technické parametry
- Rám:
- Suchá hmotnost: 191 kg
- Pohotovostní hmotnost: 209 kg
- Maximální rychlost: 196 km/h